# Trove
Trove is een portaalsite waarop collecties van Australische overheidsinstellingen, GLAM-instellingen en gedigitaliseerde dagbladen raadpleegbaar zijn. 

## Geschiedenis
Trove is een project dat in augustus 2008 onder hoede van de nationale bibliotheek van Australië (NLA) (Engels: National Library of Australia) het licht zag. Tussen 1997 en 2008 startte de NLA, om haar collecties doorzoekbaar te maken, verscheidene digitaliseringsprojecten en -diensten op: 'Register of Australian Archives and Manuscripts', 'Picture Australia', 'Libraries Australia', 'Music Australia', 'Australia Dancing', 'PANDORA Search Service', 'ARROW Discovery Service', 'People Australia' en 'Australian Newspapers Beta Service'. Op 'Music Australia' na maakten alle projecten en diensten gebruik van dezelfde drie zoekmachineplatformen: 'Blue Angel Technologies', 'TeraText' en 'Lucene'.
In september 2006 liet de NLA haar IT-infrastructuur onderzoeken. In maart 2007 kwamen daar drie aanbevelingen uit voort die, met het oog op het vergemakkelijken van het opzoekwerk voor de gebruikers, erop neerkwamen alle projecten en diensten door middel van openbron-software te centraliseren. Het zoekmachineplatform dat de voorkeur van de NLA droeg en waarrond alles zou gecentraliseerd worden was 'Lucene'. Het project ging in 2009 van start onder de naam 'Single Business Discovery Service' en zou later onder de naam 'Trove' worden verder gezet. De naam, gebaseerd op de term 'treasure trove' (schatkamer) en het Franse werkwoord 'trouvez' (vinden), werd door een medewerker voorgesteld.

## Gebruik
Door middel van een aantal filters kunnen gebruikers in dagbladen, staatsbladen, boeken, catalogussen, foto's, muziek, kaarten, dagboeken, briefwisseling en gearchiveerde websites grasduinen. Ze hebben daarbij de mogelijkheid enkel Australische inhoud in de zoekresultaten weer te laten geven. De gebruikers hebben de mogelijkheid zelf fouten in de machinaal gedigitaliseerde dagbladartikelen te verbeteren en aan te passen.
Uit een tevredenheidsonderzoek in 2013 uitgevoerd, bleek dat 40 % van alle gebruikers de portaalsite vanuit het buitenland bezocht, 70 % vrouw was, 65 % ouder dan 50 jaar was, 45 % postdoctoraal onderzoek deed en 85 % een of andere vorm van hoger onderwijs had genoten.

## Trove data-aanbieders
Meer dan 60.000 bibliotheken, universiteiten, musea, verenigingen, (plaatselijke) overheden, bedrijven en particulieren bieden via de portaalsite samen meer dan 6 miljard stukken aan, variërend van krantenartikelen, (dag)boeken, luisterboeken, foto's tot brieven, muziekvideo's, landkaarten en staatsbladen.